# География на Сърбия
Сърбия е държава, разположена в северната част на Балканския полуостров (в тази статия географията на Сърбия се разглежда отделно от самопровъзгласилата се Република Косово).

## Географско положение, граници, големина
Сърбия заема големи райони от северните и централни части на Балканския полуостров. На север граничи с Унгария (166 km), на североизток с Румъния (476 km), на изток с България (341 km), на юг със Северна Македония (62 km) и Косово (352 km), на югозапад с Черна гора (124 km), на запад с Босна и Херцеговина (302 km) и Хърватия (242 km). В тези си граници площта на страната възлиза на 77 490 km², от които 55 960 km² за Сърбия и 21 530 km² за автономната област Войводина. Тя е без излаз на море. Достъпа ѝ до Адриатическо море е свободен през Черна гора, а по река Дунав корабоплаването предвижда свободен достъп до вътрешността на Европа и Черно море.
Територията на Сърбия се простира между 42°13′ и 46°11′с.ш. и между 18°50′ и 22°45′и.д. Крайните точки на страната са следните:
- крайна северна точка – (46°11′24″ с. ш. 19°39′42″ и. д. / 46.19° с. ш. 19.661667° и. д.), на границата с Унгария.
- крайна южна точка – (42°13′53″ с. ш. 21°41′57″ и. д. / 42.231389° с. ш. 21.699167° и. д.), на границата със Северна Македония, пре македонското село Сланище.
- крайна западна точка – (45°49′00″ с. ш. 18°50′20″ и. д. / 45.816667° с. ш. 18.838889° и. д.), на десния бряг на река Дунав, на границата с Хърватия.
- крайна източна точка – (44°32′40″ с. ш. 22°45′32″ и. д. / 44.544444° с. ш. 22.758889° и. д.), на десния бряг на река Дунав, на границата с Румъния.

## Релеф
Северната част на страната е равнинна и се заема от южната периферия на Среднодунавската низина. В нея се издига изолирания „планински масив“ Фрушка гора с максимална височина 539 m. Големи части от Сърбия разположени южно от десните брегове на реките Сава и Дунав се заемат от ниски и средновисоки планини и масиви от т.нар. Сръбска планинска земя на запад и Източносръбските планини на изток, включващи планините Повлен (1346 m), Беляница (1336 m), Златибор (1496 m), Чемерна (1579 m), Копаоник (2017 m), Сува планина (1808 m) и др. До отделянето на самопровъзгласилата се Република Косово най-високата точка на страната се издигала в Шар планина, на границата със Северна Македония (2748 m). Сега най-високата точка се явява връх Миджур (2168 m), в Стара планина, на границата с България.

## Климат
Климатът на страната е умереноконтинентален. Средната януарска температура в равнинните части е от 0 до -1°С, а средната юлска – от 18 до 23°С. Годишната сума на валежите варира от 500 – 800 mm в Среднодунавската низина до 1500 mm във високите части.

## Води
98% от територията на Сърбия принадлежи към Черноморския водосборен басейн. През северната част на страната преминава голям участък от течението на река Дунав. Нейните основни притоци са Тиса, Сава с десните си притоци Дрина и Колубара, Морава със сътавящите я реки Западна и Южна Морава, Тимок. В крайния югоизточен ъгъл на страната протичат реките Пчиня (ляв приток на Вардар) и Драговищица (десен приток на Струма), които принадлежат към Беломорския водосборен басейн. Покрай големите реки Дунав, Драва, Тиса и Сава има множество крайречни езера. Най-голямото езеро в страната е Власинското езеро, разположено в близост до българската граница.

## Растителност, полезни изкопаеми
Северната част на Сърбия е земеделски усвоена и се явява главния селскостопански район на страната. Големи участъци в междупланинските долини и котловини са заети от овощни и зеленчукови градини. Горите, предимно букови заемат около 30% от територията ѝ и са разпространени основно в планините. По долината на река Морава се разработват находища на черни и кафяви въглища, находища на медна руда има в Източноспъбските планини (градовете Бор и Майданпек), а на нефт и газ – във Войводина.